# Tuhošť
Tuhošť (deutsch Tugocz) ist ein Berg in der Švihovská vrchovina (deutsch Schwihauer Bergland) bei Mezihoří im heutigen Plzeňský kraj im südlichen Tschechien.
Hier befand sich spätestens seit dem 10. Jahrhundert eine böhmische Burganlage.

## Geschichte
Im Jahr 1086 wird in der Grenzbeschreibung des Bistums Prag die Burg Tuhost als Grenzpunkt des Bistums erwähnt.
Sie war Mittelpunkt des Archidiakonats Hořov, für das  im Jahr 1384 ein Zehntverzeichnis überliefert ist.